# St. Peter und Paul (Bieringen)

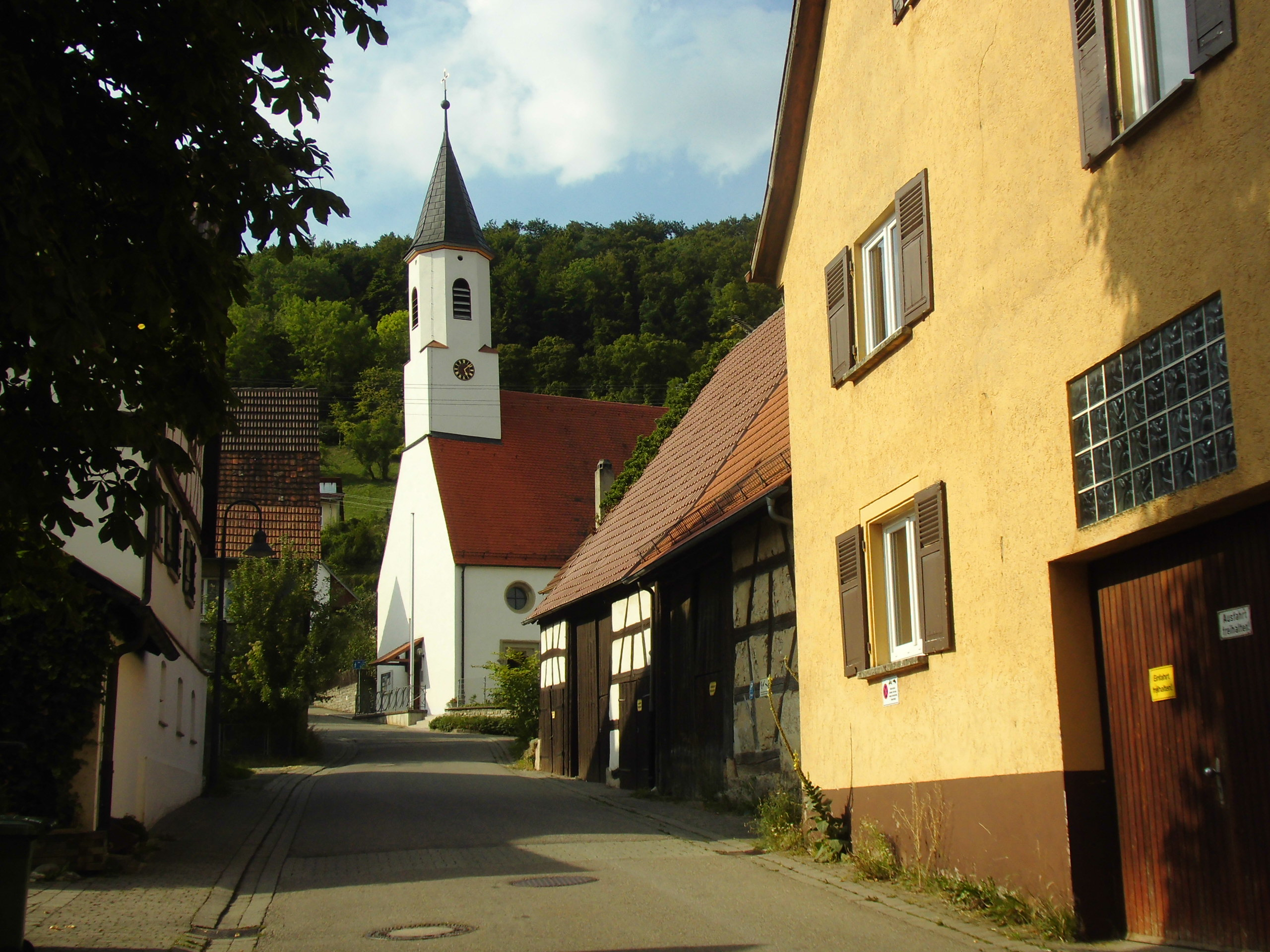
St. Peter und Paul in Bieringen

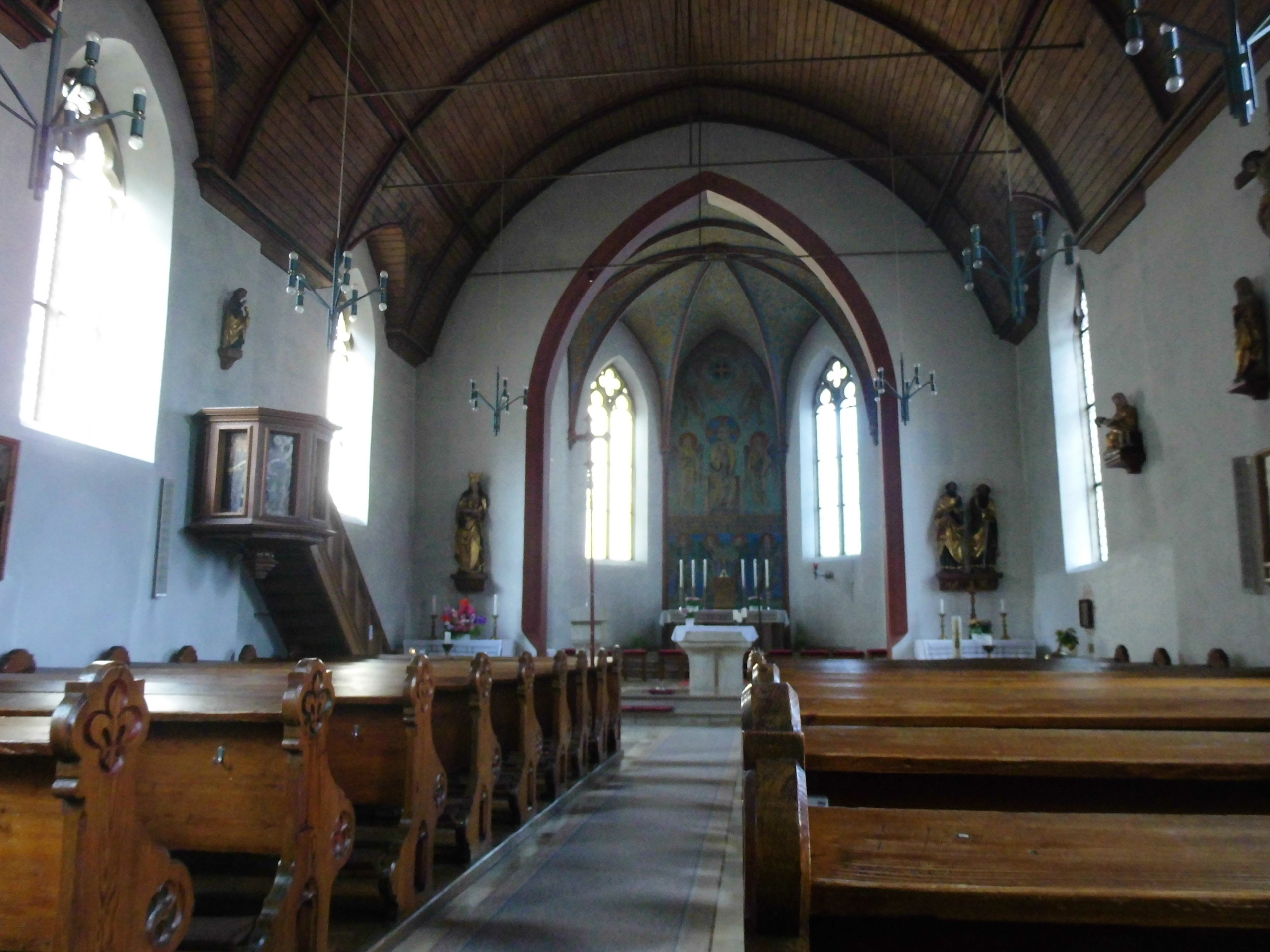
Innenansicht

Die römisch-katholische Pfarrkirche St. Peter und Paul steht in Bieringen, einem Stadtteil von Rottenburg am Neckar im Landkreis Tübingen in Baden-Württemberg. Die Kirchengemeinde gehört zum Dekanat Rottenburg in der Diözese Rottenburg-Stuttgart. Die Kirche ist als Denkmal beim Landesamt für Denkmalpflege Baden-Württemberg eingetragen.

## Beschreibung
Die Saalkirche geht auf eine um 1420 gebaute Kapelle zurück. Sie wurde 1460 erweitert und 1788 umgebaut. Das Langhaus wurde 1891 um ein Joch verlängert und der Chor im Osten wurde neu gebaut. 
Der mit einem hölzernen Tonnengewölbe überspannte Innenraum ist geprägt durch die Malereien von Wilhelm Geyer. Zur Kirchenausstattung gehören eine Mondsichelmadonna und die Statuen von Simon Petrus und Paulus von Tarsus auf den Seitenaltären. Eine Pietà stammt vom Anfang des 15. Jahrhunderts. Die Orgel wurde 1994 von Hubert Rebmann gebaut.